# Ulmus minor canescens
Ulmus minor subsp. canescens Bartolucci & Galasso è un piccolo albero caducifoglio appartenente alla famiglia Ulmaceae. La sua diffusione territoriale naturale si estende attraverso i Paesi del Mediterraneo, dal sud dell'Italia, l'isola di Sicilia, Malta, Creta, Rodi e Cipro, alla Turchia, e a sud di Israele, ove ora è considerato raro e in pericolo di estinzione come albero selvatico.
L'albero si trova tipicamente nei boschi relativamente umidi lungo le coste e nelle steppe.

## Tassonomia
La tassonomia dell'albero è materia di contesa; Melville originariamente trattò l'albero come una vera e propria specie, U. canescens, mentre altri, in particolare Richens, e Browicz & Ziel., lo ridussero a sottospecie di Ulmus minor.

## Descrizione
L'albero è relativamente piccolo, meno di 20 m di altezza; il tronco slanciato, il corpo grossolanamente fessurato, sostenente una corona tonda. Le foglie sono di forma da ellittica a ovale, a denti smussati e densamente ondulate nella parte inferiore quando mature, impregnandole con una chiara tinta grigiastra. I giovani germogli hanno anche un fondo grigio-biancastro. L'albero fiorisce in febbraio e marzo, i rotondi frutti samara, meno di 15 mm di diametro, profondamente dentellati all'estremità esterna, maturano in aprile.

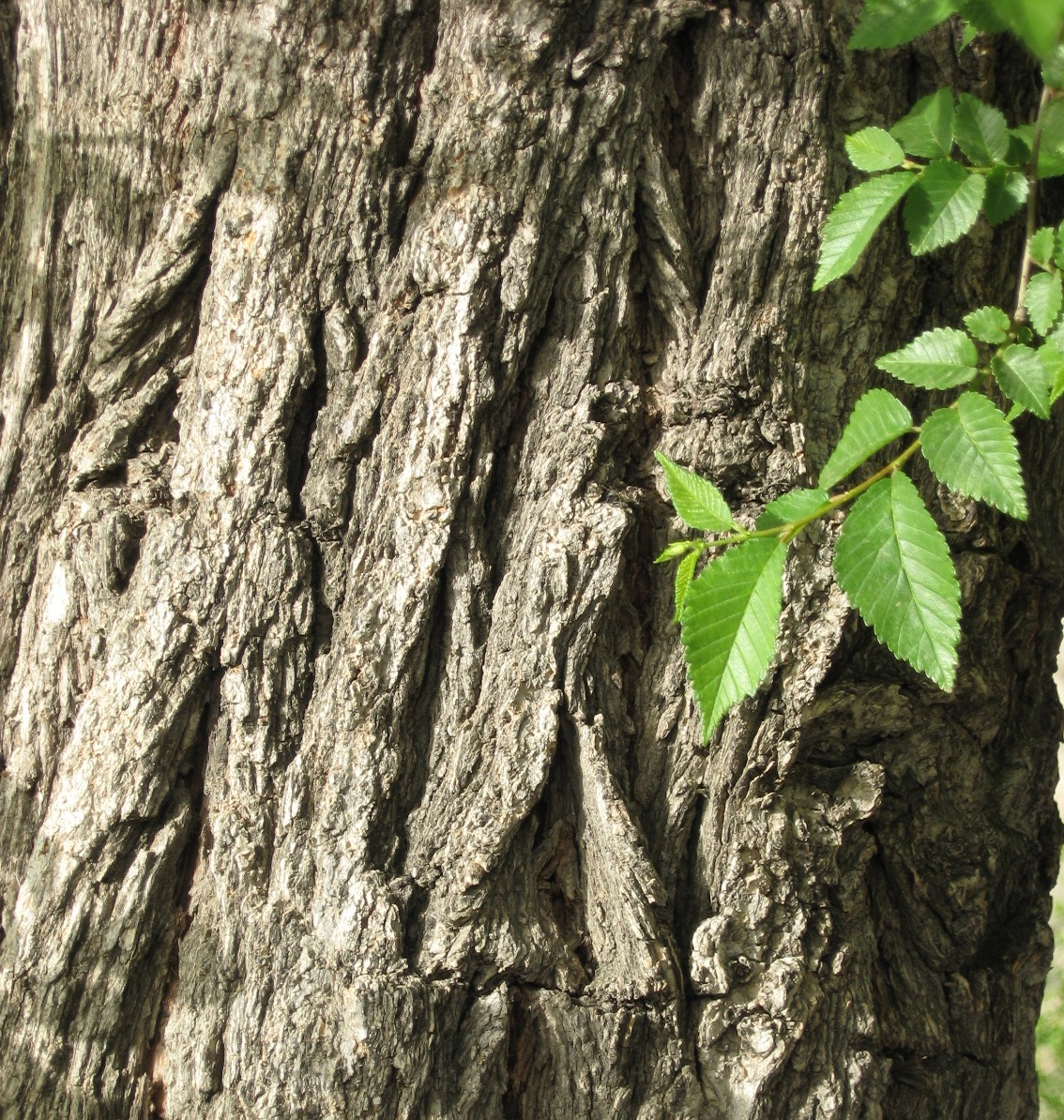
Giovani foglie, Antal Ben Shaddad, Gerusalemme
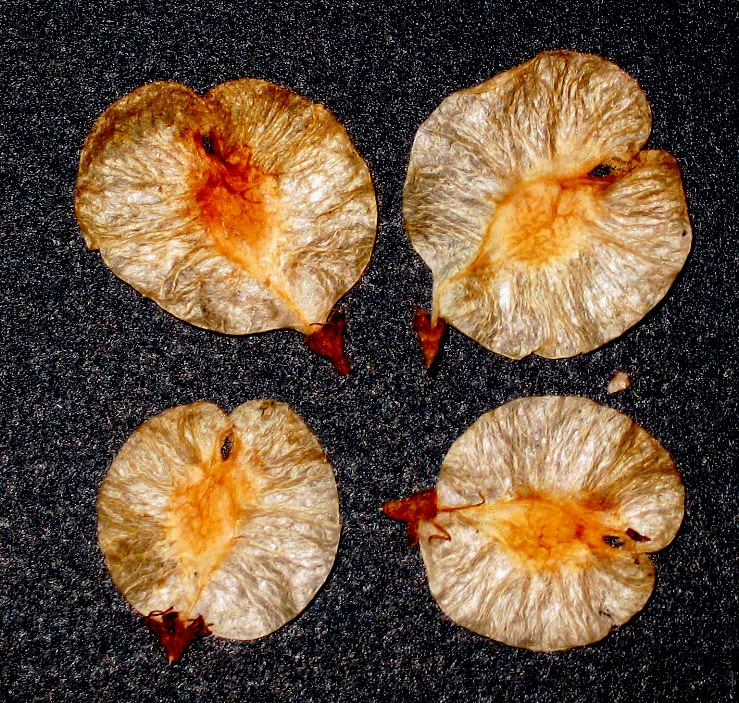
Samare, Piana di Esdraelon, Israele
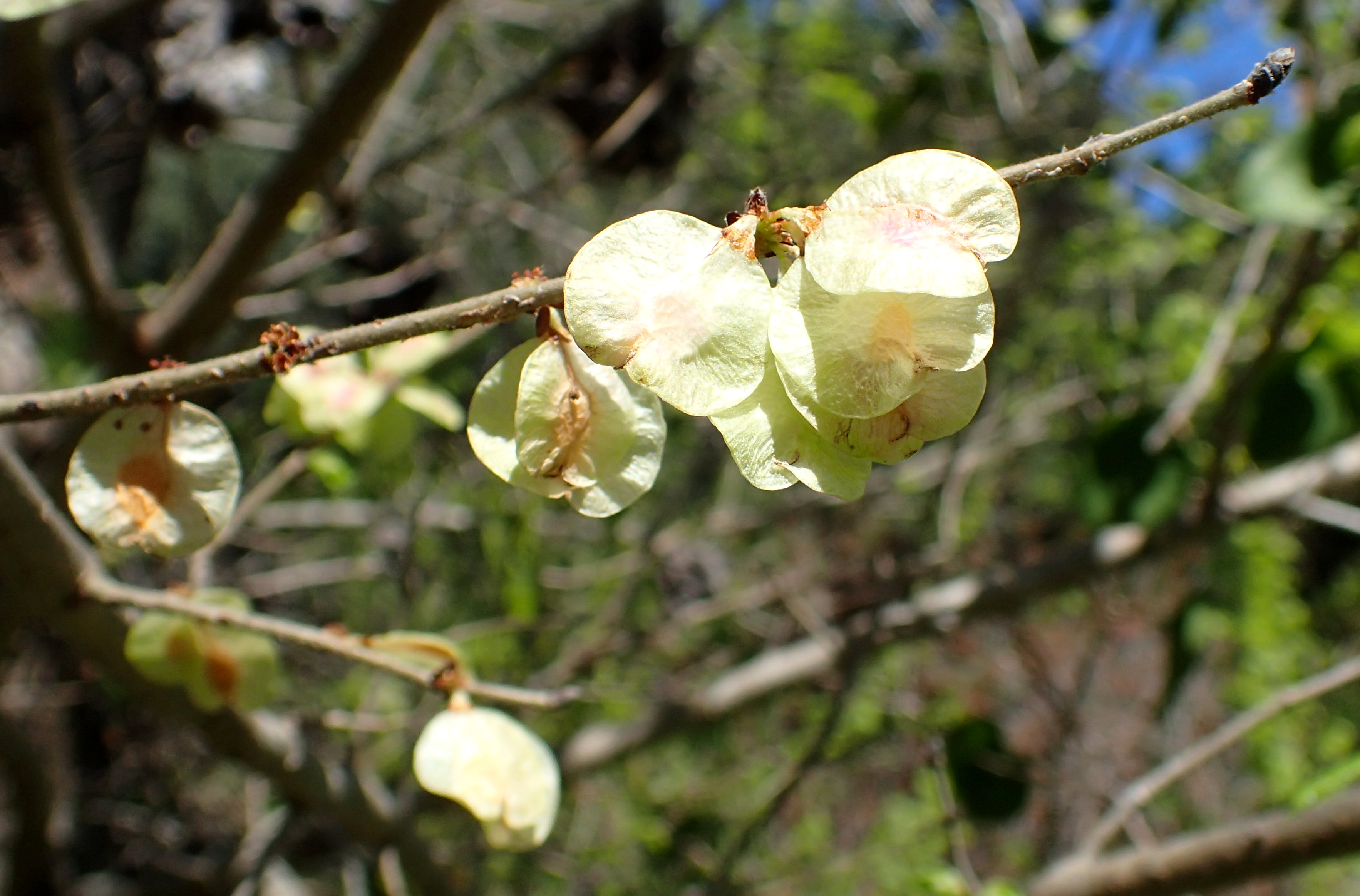
Samarae, Akamas Botanical Garden, Cipro
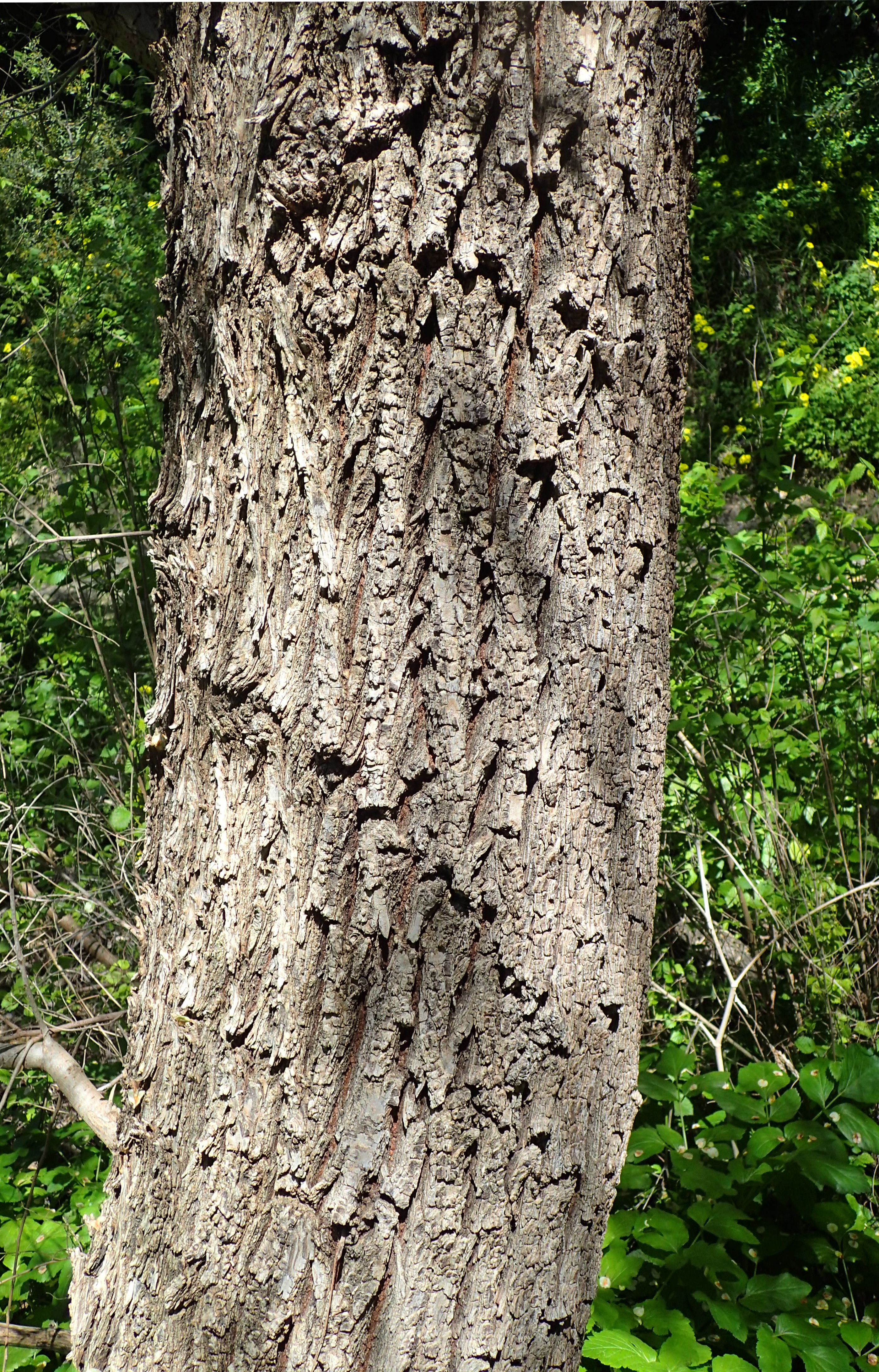
Bark, Akamas Botanical Garden, Cipro
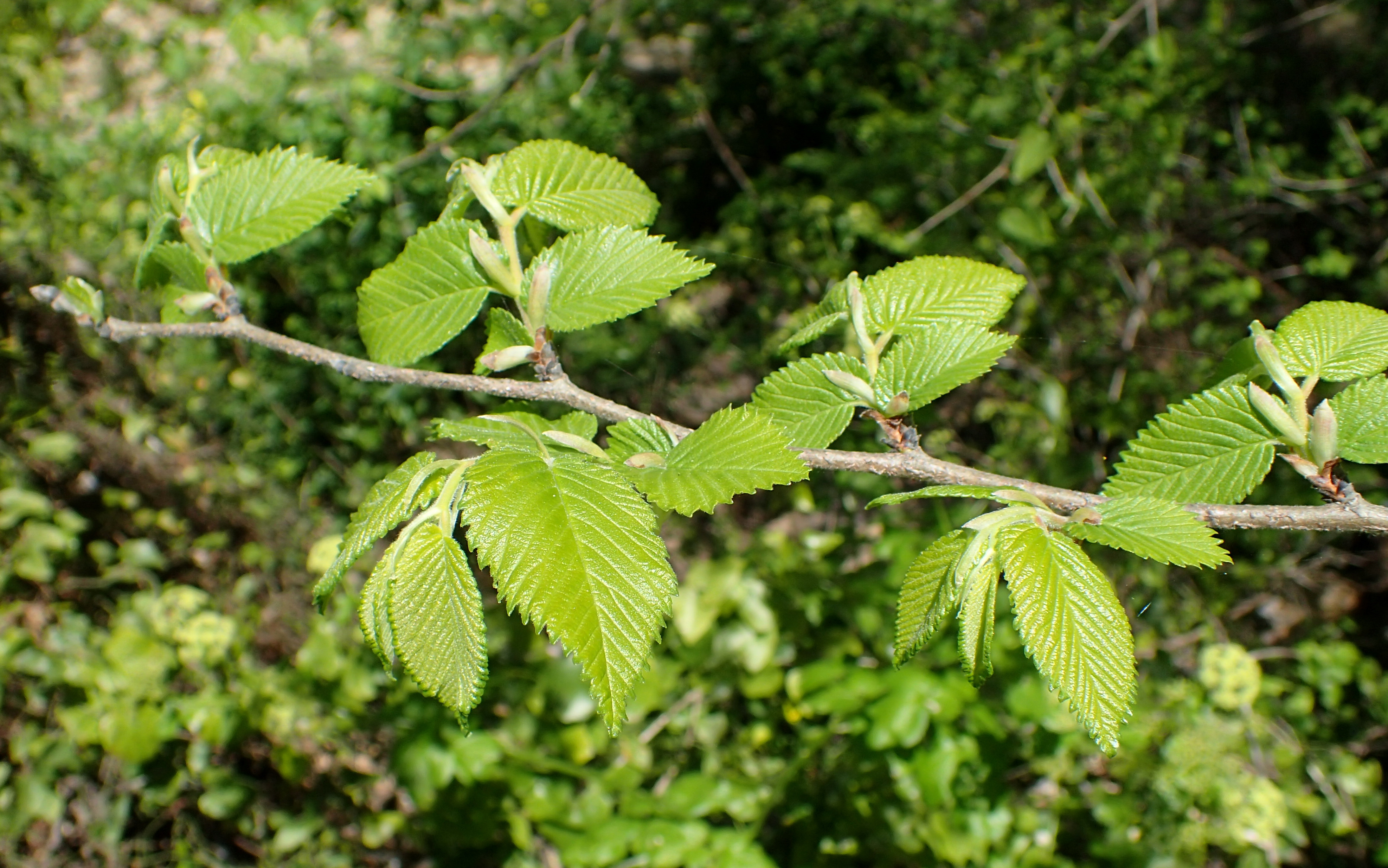
Foglie nuove

## Parassiti e malattie
Ulmus minor subsp. canescens è molto sensibile alla grafiosi.

## Coltivazione
Ulmus minor subsp. canescens viene occasionalmente piantato come albero di strada in Israele, in particolare a Gerusalemme vicino alla Porta di Damasco, lungo la Strada dei Profeti e la via Antal Ben Shaddad. A Nazareth, una linea di alberi maturi si trova lungo la strada che porta alla Basilica dell'Annunciazione.
L'albero viene anche piantato in Giordania, specialmente ad Amman.
Non sono noti cultivar di questo taxon, né risulta che ve ne siano in commercio.
Se ne trovano nel Giardino botanico reale di Edimburgo, da semi selvatici raccolti in Israele.

## Presenze
Nord America
- Arboreto di Morton, US. Acc. no. 395-76

Europa
- Grange Farm Arboretum, Sutton St James, Spalding, Lincs., UK. Acc. no. 826.
- Royal Botanic Garden Edinburgh, UK. Acc. no. 20090690. Da semi selvatici colti in Israele
- Sir Harold Hillier Gardens, Romsey, UK. Acc. no. 2009.0334. Da semi selvatici colti in Israele.